# 佐藤夢
佐藤 夢（さとう ゆめ、1990年12月11日 - ）は、日本の元タレント。大阪府出身。元TRUSTAR所属。A型。
158cm・B87・W62・H84。Eカップ。 

## 経歴
趣味は、漫画。いちごが大好きでグッズを収集している。関西を中心にタレントとして活動していた。2025年3月31日を以って芸能界を引退した。

## 出演
- 毎日放送「あげぽよTV」レギュラー
- サンテレビ「アサスマ」レギュラー
- J:COM「アリオでござる!」レギュラー
- CATV「UP!アップ!関ガール」レギュラー
- ゲーム「SEGA「龍が如く 維新!」」(花魁役)
- フジテレビドラマ 「ラブホの上野さん」 グラビアFRIDAY
- テレビ大阪「P-1パチとも倶楽部」
- NHK連続テレビ小説「カムカムエヴリバディ」

## 参考
- タレントデータベース　佐藤夢
- タレント検索　　佐藤夢